# Lantelmet d'Aiguillon
Lantelmet d'Aiguillon ou Lantelmet d'Aiguillo ou encore Lantelmet del Aghillon, Lantelmet del Agulho en langue d'Oc, est un troubadour de la fin du XIIe siècle, contemporain de Bertran de Born. Il est possible qu'il soit originaire d'Aiguillon dans le département de Lot-et-Garonne,.

## Biographie
Il est connu pour avoir écrit un sirventès satirique imité d'un autre de Bertran de Born et qui sont tous les deux contenus dans un chansonnier provençal du XIVe siècle. Ces deux sirventès sont datés soit de 1176 selon Léon Clédat, soit de 1183, selon Albert Stimming. Ils possèdent la particularité d'avoir la même construction rythmique, les mêmes rimes et souvent les mêmes idées et expressions. Le sirventès attribué à Bertran de Born est adressé à un jongleur, alors que celui attribué à Lantelmet del Aiguillon s'en prend à un baron. Toutefois, Camille Chabaneau, dans son étude sur les troubadours du Périgord, n'exclut pas que le copiste du chansonnier ait inversé les noms des auteurs par mégarde.

## Œuvre

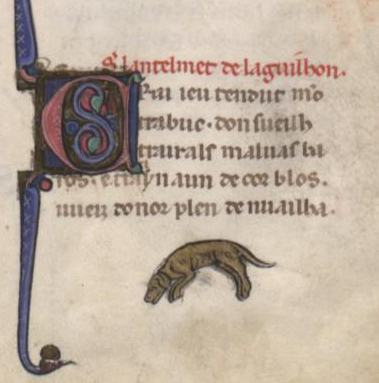
Début du sirventès dans le chansonnier provençal de la BNF (ms. 12474, f. 246r).

Le sirventès attribué à Lantelmet d'Aiguillon commence ainsi :
Er ai ieu tendut mon trabuc,

Don sueill trair' als malvas baros ;

E trairay n'a un de cor blos, 

Vueig d'onor, plen de nuailha,